# Произвольная логика
Произвольная (нерегулярная) логика (англ. Random logic) — метод реализации схем комбинационной логики путём синтеза схемы из логических элементов по высокоуровневому описанию. Название метода происходит из того факта, что расположение элементов и их соединений на первый взгляд кажется произвольным. В частности, в отличие от, например, схем памяти, произвольная логика практически не образует различимой структуры в расположении элементов на кристалле. В СБИС произвольная логика часто реализуется с помощью стандартных ячеек и базовых матричных кристаллов.
Альтернативой реализации комбинационных схем в виде произвольной логики является реализация комбинационных схем с помощью ПЛИС и ПЗУ.
На произвольную логику приходится значительная часть устройства управления современного микропроцессора. Ранее наиболее популярным методом проектирования устройства управления являлось использование микрокода, размещаемого в схеме постоянной либо оперативной памяти. Это упрощало процесс проектирования и отладки. В отличие от микрокода, произвольная логика позволяет достичь большей скорости выполнения операций, при условии, что скорость срабатывания образующих её логических элементов выше, чем скорость чтения из памяти. Недостатком является трудность проектирования схемы для процессора со сложным набором команд, так как логика занимает большую площадь на кристалле и трудно расположить логические элементы так, чтобы взаимосвязанные цепи были достаточно близки друг к другу.